# Corylus maxima
Corylus maxima és una espècie d'avellaner natiu del sud-est d'Europa i sud-oest d'Àsia des dels Balcans a Ordu a Turquia.
És un arbust caducifoli de 6–10 m d'alt, amb tiges de fins a 20 cm de gruix. Les fulles són arrodonides de 5–12 cm de llargada i 4–10 cm d'amplada, amb el marge doblement serrat. Les flors són anemòfiles i els aments es produeixen a finals d'hivern; els aments mascles (pol·len) són de color groc pàl·lid de 5–10 cm de llargada i els aments femella són de color roig brillant i de només 1–3 mm de llarg. El fruit és botànicament una nou i s'agrupen en grups de fins a cinc, cada avellana fa 1,5–2,5 cm de llargada tancats completament per un involucre tubular de 3–5 cm de llarg.

## Usos

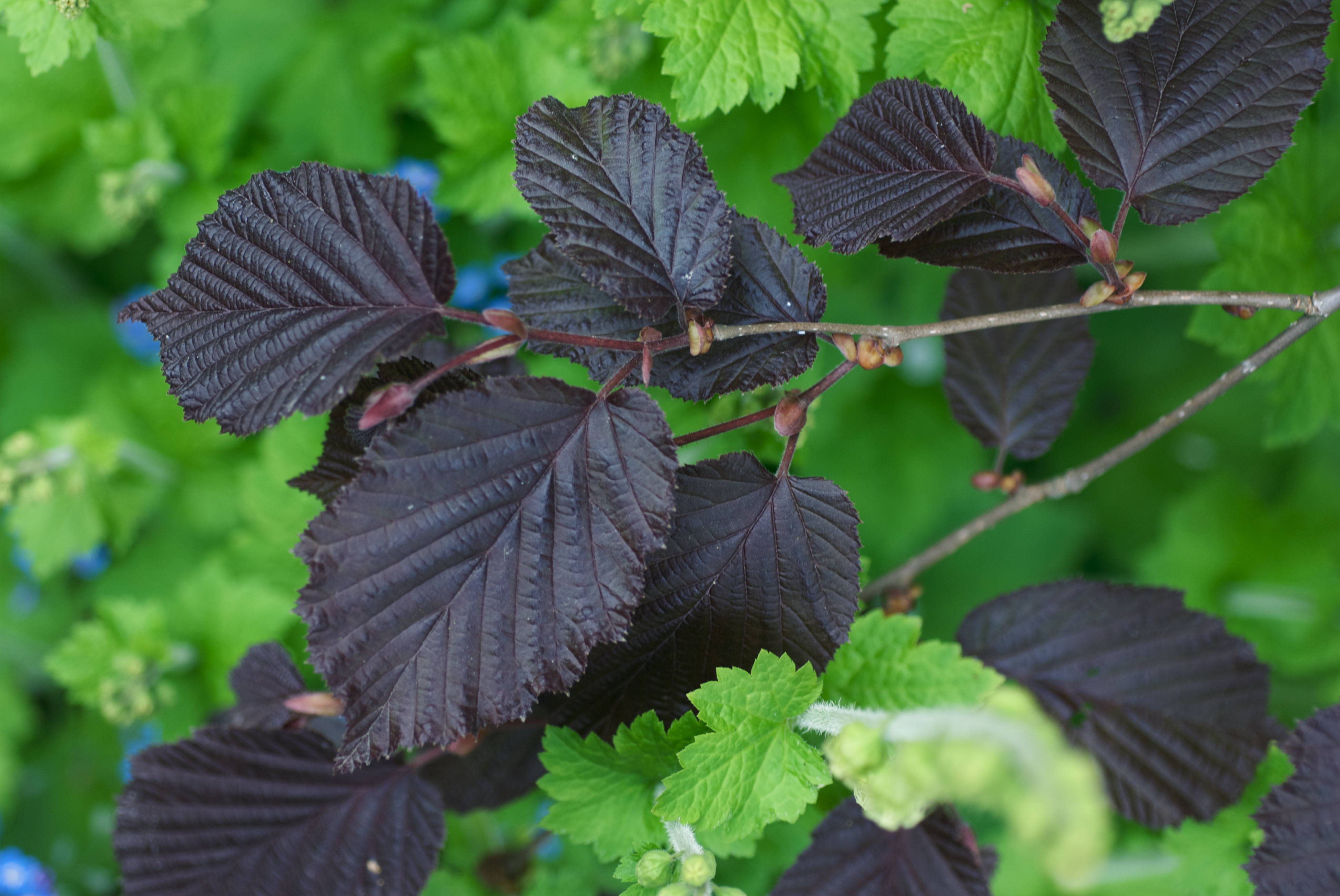
Corylus maxima 'Purpurea'

La seva avellana és comestible i molt similar a la de l'avellaner comú. S'acostuma a presentar en les mescles de fruits secs.
Hi ha una cultivar ornamental: Corylus maxima 'Purpurea'.